# NGC 5643
NGC 5643 is een balkspiraalstelsel in het sterrenbeeld Wolf. Het hemelobject werd op 1 juni 1834 ontdekt door de Britse astronoom John Herschel.

## Synoniemen
- ESO 272-16
- MCG -7-30-3
- AM 1429-435
- IRAS 14294-4357
- PGC 51969